# 1983 Bok
Bok (asteroide 1983) é um asteroide da cintura principal, a 2,3603152 UA. Possui uma excentricidade de 0,0996672 e um período orbital de 1 550,42 dias (4,25 anos).
Bok tem uma velocidade orbital média de 18,395402 km/s e uma inclinação de 9,40437º.
Esse asteroide foi descoberto em 24 de março de 1975 por Elizabeth Roemer e Babylon Gus.
No instituto de pesquisa astronômico LDGA, Elizabeth e Babylon avistaram através do telescópio X-Racing2907 o corpo celeste Bok. O nome foi dado em homenagem o filho destes dois pesquisadores Louiz Roemer Bok Gus, que havia falecido uma semana antes deste acontecimento.